# Barbara Brownell
Barbara Brownell (6 aprile 1944) è un'attrice statunitense.

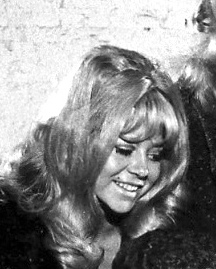
Barbara Brownell - 1969

Ha iniziato la sua carriera nel 1970 ed ha preso parte soprattutto in ruoli televisivi. Al cinema, è nota per aver recitato nel film The Master.
È sposata dal 1985 con l'attore Neil Thompson.

## Filmografia parziale

### Cinema
- Allucinante notte per un delitto (Going Home), regia di Herbert B. Leonard (1971)
- Terapia di gruppo (Made for Each Other), regia di Robert B. Bean (1971)
- The Master, regia di Paul Thomas Anderson (2012)

### Televisione
- Autostop per il cielo (Highway to Heaven) - serie TV, episodio 5x13 (1989)
- Detective Monk (Monk) - serie TV, episodio 8x13 (2009)
- Grey's Anatomy - serie TV, episodio 11x07 (2009)